# Maman, je suis à la maison
Pour plus de détails, voir Fiche technique et Distribution.
Maman, je suis à la maison (Мама, я дома, Mama, ia doma) est un film russe réalisé par Vladimir Bitokov, sorti en 2021,,.

## Fiche technique
- Titre français : Maman, je suis à la maison[4]
- Photographie : Kseniia Sereda
- Musique : Dmitri Evgrafov
- Décors : Maksim Maleiev
- Montage : Anna Mass